# 瓦德加奥恩卡斯巴
瓦德加奥恩卡斯巴（Vadgaon Kasba），是印度马哈拉施特拉邦Kolhapur县的一个城镇。总人口22754（2001年）。

## 人口
该地2001年总人口22754人，其中男性11808人，女性10946人；0—6岁人口2807人，其中男1600人，女1207人；识字率73.08%，其中男性为78.50%，女性为67.23%。